# 6.5 PRC
El 6.5 PRC, cuyas siglas refieren "Precision Rifle Cartridge", o catrucho de rifle de precisión, fue desarrollado por Hornady como opción de calibre para las competencias de "Precision Rifle Series" abreviado PRS, y que ha tenido mucha acogida como cartucho para caza mayor. Fue introducido al mercado en el año 2018.

## Diseño
Desarrollado para la serie de cartuchos PRC, el 6.5 PRC parte del casquillo del .300 Ruger Compact Magnum, al cual se le ajustó el cuello para alojar proyectiles de 6.5 mm que sean estabilizadas por cañones con un paso de 1:8 pulgadas.

## Performance
El 6.5 PRC logra disparar el mismo proyectil que dispara el 6.5mm Creedmoor con una ventaja de 250 pies por segundo, lo que significa una trayectoria más plana y por consiguiente mayor energía, asemejándose a las características del .264 Winchester Magnum. 
La longitud del cartucho le permite ser aplicado en un cajón de mecanismos cortos, similar al del .308 Winchester, permitiendo reducir el peso y la longitud del rifle con respecto a calibres basados en casquillos del .30-06 Springfield.

## Uso deportivo
El 6.5 PRC es adecuado para la caza mayor de animales de tamaño mediano y especies de montaña, tales como diferentes especies de venados y carneros, siendo su performance muy similar a la del .270 Winchester o el 6.8 Western.   
Debido a su alta densidad seccional, el proyectil de un 6.5 PRC adecuadamente construido, puede ser usado para la caza de cérvidos de mayor tamaño como el ciervo rojo o el wapití. 